# Роккетта-Сант-Антонио
Роккетта-Сант-Антонио (итал. Rocchetta Sant'Antonio) — коммуна в Италии, располагается в регионе Апулия, в провинции Фоджа.
Население составляет 2026 человек (2008 г.), плотность населения составляет 28 чел./км². Занимает площадь 72 км². Почтовый индекс — 71020. Телефонный код — 0885.
Покровителями коммуны почитаются Пресвятая Богородица (Maria SS. Del Pozzo), святой Антоний Великий и San Rocco (Compatrono), празднование 17 января, 24, 25, 26 августа.

## Демография
Динамика населения:

## Администрация коммуны
- Официальный сайт: http://www.comune.rocchettasantantonio.fg.it/